# Liste des espèces végétales protégées en Midi-Pyrénées
La liste des espèces protégées en Midi-Pyrénées est une liste officielle définie par le gouvernement français, recensant les espèces végétales qui sont protégées sur le territoire de la région Midi-Pyrénées, en complément de celles qui sont déjà protégées sur le territoire métropolitain. Elle a été publiée dans un arrêté du 30 décembre 2004.

## Liste des espèces protégées en Midi-Pyrénées

### Ptéridophytes
- Cheilanthes acrostica (Balb.) Tod., Cheilanthès Acrostic
- Dryopteris submontana (Fraser-Jenk. & Jermy) Fraser-Jenk., Dryoptéris submontagnard
- Equisetum sylvaticum L., Prêle des bois
- Lycopodium annotinum L., Lycopode à rameaux annuels
- Paragymnopteris marantae (L.) K.H.Shing, anciennement Notholaena marantae (L.) Desv., Doradille de Maranta
- Thelypteris palustris Schott, Fougère des marais

### Phanérogames - Gymnospermes
- Juniperus oxycedrus L. subsp. macrocarpa (Sm.) Ball., Genévrier à gros fruits.
- Juniperus thurifera L., Genévrier thurifère

### Phanérogames - Angiospermes

#### Monocotylédones
- Agrostis durieui Boiss. & Reut. ex Gand., Agrostide tronquée.
- Alopecurus bulbosus Gouan, Vulpin bulbeux.
- Anacamptis papilionacea (L.) Bateman, Pridgeon & Chase., Orchis papillon.
- Asparagus tenuifolius Lam., Asperge à feuilles étroites.
- Baldellia ranunculoides (L.) Parl., Baldellie fausse renoncule.
- Butomus umbellatus L., Butome en ombelle.
- Carex alba Scop., Laîche blanche.
- Carex binervis Sm., Laîche à deux nervures.
- Carex depauperata Curtis ex With., Laîche apprauvrie.
- Carex depressa Link subsp depressa., Laîche déprimée.
- Carex diandra Schrank., Laîche à deux étamines.
- Carex olbiensis Jord., Laîche d’Hyères.
- Carex pauciflora Lightf., Laîche pauciflore.
- Carex punctata Gaudin., Laîche ponctuée.
- Cladium mariscus (L.) Pohl., Marisque.
- Corallorhiza trifida Châtel., Racine-de-corail.
- Cyperus michelianus (L.) Link. Souchet de Micheli.
- Eleocharis multicaulis (Sm.) Desv., Scirpe à nombreuses tiges.
- Eleocharis ovata (Roth) Roemer & Schult., Scirpe ovale.
- Eleocharis uniglumis (Link) Schult., Scirpe à une écaille.
- Eriophorum scheuchzeri Hoppe., Linaigrette de Scheuchzer.
- Eriophorum vaginatum L., Linaigrette engainante.
- Festuca borderei (Hack.) K. Richt., Fétuque de Bordère.
- Gymnadenia odoratissima (L.) Rich., Gymnadénie odorante.
- Hydrocharis morsus-ranae L., Petit nénuphar.
- Iris graminea L., Iris à feuilles de graminée.
- Kengia serotina (L.) Packer subsp. serotina, Molinie tardive.
- Kobresia simpliciuscula (Wahlenb.) Mack., Kobrésie simple.
- Listera cordata (L.) R. Br., Listère à feuilles en cœur.
- Neotinea lactea (Poir.) R. M. Bateman, A. M. Pridgeon & M. W. Chase., Orchis couleur de lait.
- Ophrys aymoninii (Breistr.) Buttler, Ophrys d’Aymonin.
- Orchis langei K. Richt., Orchis de Lange.
- Sagittaria sagittifolia L., Sagittaire à feuilles en flèche.
- Schoenoplectus mucronatus (L.) Palla., Scirpe mucroné.
- Serapias cordigera L., Sérapias en cœur.
- Triglochin palustre L., Troscart des marais.

#### Dicotylédones
- Aconitum variegatum L. subsp. pyrenaicum Vivant & Delay., Aconit panaché des Pyrénées.
- Aethionema saxatile (L.) R. Br. subsp. ovalifolium (DC.) Nyman., Aethionème à feuilles ovales.
- Alyssum cuneifolium Ten., Alysson à feuilles en coin.
- Androsace ciliata DC., Androsace ciliée.
- Arabis cebennensis DC., Arabette des Cévennes.
- Arabis soyeri Reuter & A. L. P. Huet subsp. soyeri., Arabette de Soyer.
- Arenaria hispida L., Sabline hérissée.
- Arenaria ligericina Lecoq & Lamotte, Sabline de Lozère.
- Arenaria modesta Dufour., Sabline modeste.
- Armeria girardii (Bernis) Litard., Armérie faux jonc.
- Asarum europaeum L., Asaret d’Europe.
- Biscutella granitica Boreau ex Pérard., Lunetière du granite.
- Biscutella lamottei Jord., Lunetière de Lamotte.
- Buphthalmum salicifolium L., Buphtalme à feuilles de saule.
- Bupleurum gerardi All., Buplèvre de Gérard.
- Cephalaria transsylvanica (L.) Roem. & Schult., Céphalaire de Transylvanie.
- Cerastium pyrenaicum J. Gay., Céraiste des Pyrénées.
- Cerinthe glabra Miller subsp. pyrenaica (Arv.-Touv.) Kerguélen., Mélinet des Pyrénées.
- Chiliadenus saxatilis (Lam.) Brullo., Jasonie.
- Cicendia filiformis (L.) Delarbre., Cicendie filiforme.
- Cirsium carniolicum Scop. subsp. rufescens (Ramond ex DC.) P. Fourn., Cirse doux.
- Cirsium glabrum DC., Cirse glabre.
- Cochlearia pyrenaica DC., Cranson des Pyrénées.
- Crassula tillaea Lest.-Garl., Mousse fleurie.
- Draba dubia Suter subsp. laevipes (DC.) Braun.-Blanq., Drave à pédicelle glabre.
- Endressia pyrenaica (J. Gay ex DC.) J. Gay,. Endressie.
- Ephedra major Host subsp. major, Grande Uvette.
- Epilobium dodonaei Vill., Epilobe de Dodoens.
- Erodium glandulosum (Cav.) Willd., Bec-de-grue glanduleux.
- Erysimum incanum G. Kunze subsp. aurigeranum (Jeanb. & Timb.-Lagr.) O. Bolòs & Vigo., Vélar de l’Ariège.
- Euphorbia flavicoma DC. subsp. costeana (Rouy) P. Fourn., Euphorbe de Coste.
- Euonymus latifolius (L.) Mill., Fusain à larges feuilles.
- Exaculum pusillum (Lam.) Caruel., Cicendie naine.
- Genista pulchella Vis. subsp. villarsii (Clementi) Kerguélen., Genêt de Villars.
- Gentiana clusii Perrier & Songeon subsp. costei Braun.-Blanq., Gentiane de Coste.
- Gentiana clusii Perrier & Songeon subsp. pyrenaica Vivant., Gentiane pyrénéenne de L’Ecluse.
- Gentianella hypericifolia (Murb.) N. M. Pritchard., Gentiane à feuilles de millepertuis.
- Globularia cordifolia L., Globulaire à feuilles en cœur.
- Globularia gracilis Rouy & J. A. Richt., Globulaire grêle.
- Halimium umbellatum (L.) Spach., Hélianthème en ombelle.
- Holandrea schottii (Besser ex DC.) Reduron, Charpin & Pimenov., Peucédan de Schott.
- Hypericum elodes L., Millepertuis des marais.
- Iberis bernardiana Godr. & Gren., Ibéris de Bernard.
- Iberis carnosa Willd., Ibéris couleur de chair.
- Iberis saxatilis L., Ibéris des rochers.
- Lathyrus pannonicus (Jacq.) Garcke subsp. asphodeloides (Gouan) Bässler., Gesse blanchâtre.
- Leucanthemum meridionale O. Le Grand., Marguerite du Midi.
- Leucanthemum subglaucum De Larambergue., Marguerite vert-glauque.
- Lomelosia graminifolia (L.) Greuter & Burdet., Scabieuse à feuilles de graminée.
- Lupinus angustifolius L., Lupin à feuilles étroites.
- Minuartia capillacea (All.) Graebn., Minuartie capillaire.
- Minuartia cerastiifolia (Ramond ex DC.) Graebn., Minuartie à feuilles de Céraiste.
- Minuartia rostrata (Pers.) Rchb. subsp. lesurina Braun.-Blanq., Minuartie de la Lozère.
- Myosotis balbisiana Jord., Myosotis de Balbis.
- Myosotis corsicana (Fiori) Grau subsp. pyrenaearum Blaise & Kerguélen., Myosotis des Pyrénéens.
- Noccaea firmiensis F. K. Mey., Tabouret de Firmi.
- Ononis aragonensis Asso., Bugrane d’Aragon.
- Papaver aurantiacum Loisel., Pavot orangé.
- Papaver lapeyrousianum Greuter & Burdet subsp. endresii (Asch.) Greuter & Burdet., Pavot d’Endress.
- Parentucellia latifolia (L.) Caruel., Eufragie à larges feuilles.
- Pedicularis rosea Wulfen., Pédiculaire rose.
- Petasites albus (L.) Gaertn. Pétasite blanc.
- Petrocoptis pyrenaica (J. P. Bergeret) A. Braun ex Walp., Pétrocoptis des Pyrénées.
- Phyteuma gallicum R. Schulz., Raiponce de France.
- Pinguicula longifolia Ramond ex DC. subsp. caussensis Casper., Grassette des Causses.
- Pinguicula longifolia Ramond ex DC. subsp. longifolia, Grassette à longues feuilles.
- Pinguicula lusitanica L., Grassette du Portugal.
- Plantago monosperma Pourr., Plantain à une graine.
- Polygala exilis DC., Polygale grêle.
- Potentilla caulescens L. subsp. cebennensis (Siegfr. ex Debeaux) Kerguélen., Potentille des Cévennes.
- Pulsatilla rubra Delarbre subsp. rubra. Pulsatille rouge.
- Salix daphnoides Vill., Saule faux Daphné.
- Salix pentandra L., Saule à cinq étamines.
- Salsola kali L., Soude Kali.
- Salvia lavandulifolia Vahl subsp. gallica Lippert., Sauge de France.
- Saponaria caespitosa DC., Saponaire gazonnante.
- Sarcocapnos enneaphylla (L.) DC., Fumeterre à neuf folioles.
- Saxifraga cebennensis Rouy & E.G. Camus., Saxifrage des Cévennes.
- Saxifraga cotyledon L., Saxifrage cotylédon.
- Saxifraga media Gouan., Saxifrage intermédiaire.
- Saxifraga pedemontana All. subsp. prostii (Sternb.) D. A. Webb., Saxifrage de Prost.
- Saxifraga pubescens Pourr. subsp. iratiana (F. W. Schultz) Engl & Irmsch., Saxifrage d’Irat.
- Saxifraga pubescens Pourr. subsp. pubescens, Saxifrage pubescente.
- Scorzonera austriaca Willd. subsp. bupleurifolia (Pouzolz) Bonnier., Scorsonère à feuilles de buplèvre.
- Sedum amplexicaule DC., Orpin à feuilles embrassantes.
- Sempervivum tectorum L. subsp. arvernense (Lecoq & Lamotte) Rouy & E. G. Camus., Joubarbe d’Auvergne.
- Senecio leucophyllus DC., Séneçon à feuilles blanchâtres.
- Serratula nudicaulis (L.) DC., Serratule à tiges nues.
- Seseli nanum Dufour., Séséli nain.
- Sibthorpia europaea L., Sibthorpie d’Europe.
- Subularia aquatica L., Subulaire aquatique.
- Thalictrum flavum L., Pigamon jaune.
- Thalictrum macrocarpum Gren., Pigamon à gros fruits.
- Thalictrum tuberosum L., Pigamon tubéreux.
- Thymelaea tinctoria (Pourr.) Endl. subsp. nivalis (Ramond) Nyman., Passerine des neiges.
- Thymus dolomiticus H. J. Coste., Thym de la dolomie.
- Thymus nitens Lamotte., Thym luisant.
- Trapa natans L., Châtaigne d’eau.
- Trifolium leucanthum M. Bieb., Trèfle à fleurs blanches.
- Trifolium maritimum Huds. subsp. maritimum, Trèfle écailleux.
- Utricularia minor L., Petite utriculaire.
- Utricularia vulgaris L., Utriculaire commune.
- Vaccinium microcarpum (Turcz. ex Rupr.) Schmalh., Canneberge à petits fruits.
- Vaccinium vitis-idaea L., Airelle rouge.
- Viola diversifolia (DC.) W. Becker., Pensée de Lapeyrouse.
- Viola pseudomirabilis H. J. Coste., Violette du Larzac.
- Xanthoselinum alsaticum (L.) Schur subsp. alsaticum, Peucédan d’Alsace.

## Liste des espèces végétales protégées dans l'Ariège

### Ptéridophytes
- Anogramma leptophylla (L.) Link., Anogramme à feuilles minces.

### Phanérogames - Angiospermes - Dicotylédones
- Hydrocotyle vulgaris L., Ecuelle-d’eau.
- Nuphar lutea (L.) Sm., Nénuphar jaune.
- Potentilla palustris (L.) Scop., Comaret.
- Ranunculus gramineus L., Renoncule à feuilles de graminée.

## Liste des espèces végétales protégées dans l'Aveyron

### Ptéridophytes
- Asplenium viride Huds., Doradille verte.
- Gymnocarpium robertianum (Hoffm.) Newman., Polypode de Robert.
- Huperzia selago (L.) Bernh. ex Schrank & Mart., Lycopode sélagine.
- Lycopodium clavatum L., Lycopode en massue.
- Polystichum lonchitis (L.) Roth., Polystic en fer de lance.

### Phanérogames - Angiospermes

#### Monocotylédones
- Allium ericetorum Thore., Ail des bruyères.
- Carex dioica L., Laîche dioïque.
- Carex lasiocarpa Ehrh., Laîche à fruits velus.
- Epipactis palustris (L.) Crantz., Epipactis des marais.
- Eriophorum latifolium Hoppe., Linaigrette à larges feuilles.
- Fritillaria nigra Mill.; Fritillaire des Pyrénées.
- Gymnadenia austriaca (Teppner & E. Klein) P. Delforge., Nigritelle d’Autriche.
- Luzula luzulina (Vill.) Dalla Torre & Sarnth., Luzule jaunâtre.
- Potamogeton alpinus Balb., Potamot des Alpes.
- Simethis mattiazzii (Vand.) G. López & Jarvis., Siméthis à feuilles planes.
- Trichophorum cespitosum (L.) Hartm., Scirpe cespiteux.

#### Dicotylédones
- Campanula latifolia L., Campanule à larges feuilles.
- Campanula speciosa Pourr. subsp. speciosa, Campanule remarquable.
- Cardamine raphanifolia Pourr. subsp. raphanifolia, Cardamine à larges feuilles
- Circaea alpina L. subsp. alpina, Circée des Alpes.
- Dianthus barbatus L. subsp. barbatus, Œillet barbu.
- Erica vagans L., Bruyère vagabonde.
- Lobelia urens L. Lobélie brûlante.
- Meconopsis cambrica (L.) Vig., Pavot du Pays de Galles.
- Noccaea montana (L.) F. K. Mey., Tabouret des montagnes.
- Pinguicula vulgaris L., Grassette commune.
- Salix bicolor Willd., Saule bicolore.
- Saxifraga clusii Gouan subsp. clusii, Saxifrage de Clusius[2].
- Saxifraga stellaris L. subsp. robusta (Engl.) Gremli., Saxifrage étoilée.
- Scrophularia canina L. subsp. juratensis (Schleich. ex Wydler) Bonnier & Layens., Scrofulaire du Jura
- Sedum villosum L., Orpin velu.
- Swertia perennis L., Swertie vivace.
- Trifolium lappaceum L., Trèfle fausse bardane.
- Vaccinium uliginosum L., Airelle des marais.
- Veronica spicata L. Véronique en épi.

## Liste des espèces végétales protégées dans la Haute-Garonne

### Ptéridophytes
- Anogramma leptophylla (L.) Link., Anogramme à feuilles minces.
- Osmunda regalis L., Osmonde royale.

### Phanérogames - Angiospermes

#### Monocotylédones
- Aphyllanthes monspeliensis L., Aphyllanthe de Montpellier.
- Fritillaria meleagris L., Fritillaire pintade.

#### Dicotylédones
- Cirsium tuberosum (L.) All., Cirse tubéreux.
- Convolvulus cantabrica L., Liseron des monts Cantabriques.
- Hydrocotyle vulgaris L., Ecuelle-d’eau.
- Leuzea conifera (L.) DC., Leuzée conifère.
- Nuphar lutea (L.) Sm., Nénuphar jaune.
- Ranunculus gramineus L., Renoncule à feuilles de graminée.

## Liste des espèces végétales protégées dans le Gers

### Ptéridophytes
- Dryopteris remota (A. Braun ex Döll) Druce., Dryoptéris espacé.
- Oreopteris limbosperma (Bellardi ex All.) Holub., Fougère des montagnes.
- Osmunda regalis L., Osmonde royale.

### Phanérogames - Angiospermes

#### Monocotylédones
- Anthericum liliago L., Phalangère à fleurs de lis.
- Aphyllanthes monspeliensis L., Aphyllanthe de Montpellier.
- Epipactis palustris (L.) Crantz., Epipactis des marais.
- Eriophorum latifolium Hoppe., Linaigrette à larges feuilles.
- Fritillaria meleagris L., Fritillaire pintade.

#### Dicotylédones
- Anagallis tenella (L.) L., Mouron délicat.
- Convolvulus cantabrica L., Liseron des monts Cantabriques.
- Hydrocotyle vulgaris L., Ecuelle-d’eau.
- Lavandula latifolia Medik., Lavande à larges feuilles.
- Leuzea conifera (L.) DC., Leuzée conifère.
- Nuphar lutea (L.) Sm., Nénuphar jaune.
- Scutellaria minor Huds., Petite scutellaire.
- Veronica scutellata L., Véronique à écusson.

## Liste des espèces végétales protégées dans le Lot

### Ptéridophytes
- Dryopteris remota (A. Braun ex Döll) Druce., Dryoptéris espacé.
- Gymnocarpium robertianum (Hofm.) Newman., Polypode de Robert.

### Phanérogames - Angiospermes

#### Monocotylédones
- Carex brizoides L., Laîche fausse Brize.
- Epipactis palustris (L.) Crantz., Epipactis des marais.
- Eriophorum latifolium Hoppe., Linaigrette à larges feuilles.
- Lilium pyrenaicum Gouan., Lis des Pyrénées.
- Potamogeton alpinus Balb., Potamot des Alpes.
- Potamogeton coloratus Hornem., Potamot coloré.
- Simethis mattiazzii (Vand.) G. López & Jarvis., Siméthis à feuilles planes.
- Trichophorum cespitosum (L.) Hartm., Scirpe cespiteux.

#### Dicotylédones
- Biscutella cichoriifolia Loisel., Lunetière à feuilles de chicorée.
- Erica ciliaris Loefl. ex L., Bruyère ciliée.
- Erica tetralix L., Bruyère à quatre angles.
- Erica vagans L., Bruyère vagabonde.
- Lobelia urens L., Lobélie brûlante.
- Noccaea montana (L.) F. K. Mey., Tabouret des montagnes.
- Oenanthe aquatica (L.) Poir., Œnanthe aquatique.
- Scrophularia canina L. subsp. juratensis (Schleich. ex Wydler) Bonnier & Layens., Scrofulaire du Jura.
- Silene vulgaris (Moench) Garcke subsp. glareosa (Jord.) Marsden-Jones & Turrill., Silène des grèves.
- Trifolium lappaceum L., Trèfle fausse bardane.
- Veronica spicata L., Véronique en épi.

## Liste des espèces végétales protégées dans les Hautes-Pyrénées

### Ptéridophytes
- Anogramma leptophylla (L.) Link., Anogramme à feuilles minces.

### Phanérogames - Angiospermes

#### Dicotylédones
- Cytisus decumbens (Durande) Spach., Cytise retombant.
- Hydrocotyle vulgaris L., Ecuelle-d’eau.
- Nuphar lutea (L.) Sm., Nénuphar jaune.
- Potentilla palustris (L.) Scop., Comaret.
- Ranunculus gramineus L., Renoncule à feuilles de graminée.

## Liste des espèces végétales protégées dans le Tarn

### Ptéridophytes
- Gymnocarpium robertianum (Hoffm.) Newman., Polypode de Robert.
- Huperzia selago (L.) Bernh. ex Schrank & Mart., Lycopode sélagine.
- Lycopodium clavatum L., Lycopode en massue.

### Phanérogames - Angiospermes

#### Monocotylédones
- Epipactis palustris (L.) Crantz., Epipactis des marais.
- Eriophorum latifolium Hoppe., Linaigrette à larges feuilles.
- Fritillaria nigra Mill., Fritillaire des Pyrénées.
- Lilium pyrenaicum Gouan., Lis des Pyrénées.
- Orchis pallens L., Orchis pâle.
- Simethis mattiazzii (Vand.) G. López & Jarvis., Siméthis à feuilles planes.
- Trichophorum cespitosum (L.) Hartm., Scirpe cespiteux.

#### Dicotylédones
- Cardamine raphanifolia Pourr. subsp. raphanifolia, Cardamine à larges feuilles.
- Erica vagans L., Bruyère vagabonde.
- Lobelia urens L., Lobélie brûlante.
- Meconopsis cambrica (L.) Vig., Pavot du pays de Galles.
- Saxifraga clusii Gouan subsp. clusii, Saxifrage de L’Ecluse.

## Liste des espèces végétales protégées en Tarn-et-Garonne

### Phanérogames - Angiospermes

#### Monocotylédones
- Epipactis palustris (L.) Crantz., Epipactis des marais.
- Fritillaria meleagris L., Fritillaire pintade.
- Lilium pyrenaicum Gouan., Lis des Pyrénées.

#### Dicotylédones
- Scrophularia canina L. subsp juratensis (Schleich. ex Wydler), Bonnier & Layens., Scrofulaire du Jura.